# Novéant-sur-Moselle
Novéant-sur-Moselle è un comune francese di 1 984 abitanti situato nel dipartimento della Mosella nella regione del Grand Est.

## Società

### Evoluzione demografica
Abitanti censiti